# Хоабинь (провинция)
Хоаби́нь (вьет. Hòa Bình) — провинция в северной части Вьетнама. Административный центр — одноимённый город.

## География
Граничит с провинциями: Футхо (на севере), Ханам и Ниньбинь (на востоке), Тханьхоа (на юге) и Шонла (на западе), а также с городом центрального подчинения Ханой (на северо-востоке). Площадь провинции составляет 4595 км².
Рельеф преимущественно горный и холмистый, с узкими долинами. Климат тропический, отличается довольно засушливой зимой и жарким дождливым летом.

## Население
По данным на 2019 год численность населения составляет 854 131 человека. Большинство населения провинции Хоабинь составляют мыонги — 64,3 %.
Динамика численности населения провинции по годам:
| 1999    | 2005    | 2006    | 2009    | 2013    | 2019    |
| ------- | ------- | ------- | ------- | ------- | ------- |
| 756 713 | 813 042 | 820 400 | 786 964 | 868 353 | 854 131 |

## Административное деление
В административном отношении делится на 1 город (Хоабинь) и 9 уездов: Каофонг, Дабак, Кимбой, Лакшон, Лактхюи, Лыонгшон, Майтяу, Танлак, Йентхюи.